# Fehértemplom
Fehértemplom (szerbül Бела Црква / Bela Crkva, németül Weißkirchen, románul Biserica Alba) város Szerbiában, a Vajdaságban, a Dél-bánsági körzetben, az azonos nevű község központja.

## Fekvése
Versectől 33 km-re délre, a Néra folyó völgyében fekszik. A román–szerb határ 2 km-re van a várostól.

## A község
Fehértemplom városán kívül a községhez még 13 falu tartozik (zárójelben a települések szerb neve szerepel):
- Csehfalva (Чешко Село / Češko Selo)
- Gajtás (Кајтасово / Kajtasovo)
- Gerebenc (Гребенац / Grebenac)
- Karasjeszenő (Јасеново / Jasenovo)
- Körtéd (Крушчица / Kruščica)
- Krassószombat (Банатска Суботица / Banatska Subotica)
- Kusics (Кусић / Kusić)
- Palánk (Банатска Паланка / Banatska Palanka)
- Szőlőshegy (Калуђерово / Kaluđerovo)
- Temesváralja (Дупљаја / Dupljaja)
- Udvarszállás (Добричево / Dobričevo)
- Varázsliget (Врачев Гај / Vračev Gaj)
- Vöröstemplom (Црвена Црква / Crvena Crkva)

## Története

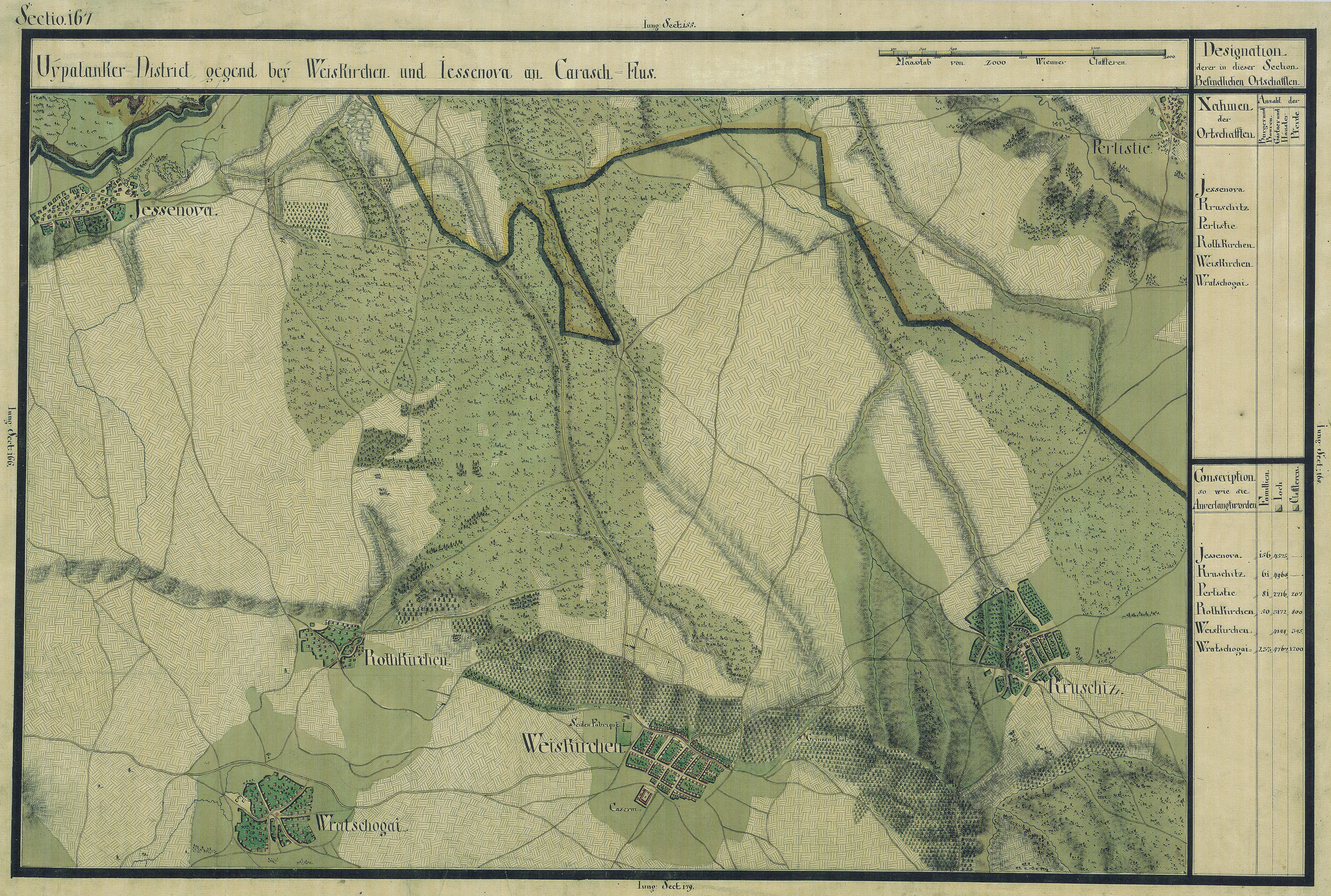
Fehértemplom környéke 1769-72 között

1355-ben Fehéregyház néven említik. A régi település a török korban elpusztult. A mai települést a török kiűzése után 1717-ben alapították, ekkor lakossága német volt.
1750-ben újabb, szerb és román telepesek érkeztek. 1818-ban elzászi és württembergi németeket telepítettek le.
1774-1872. között a katonai határőrvidék része volt, ezen belül 1845-től a Szerb bánsági ezred székhelye. A lázadó szerbek először 1848. június 20-án támadták meg. 1848. augusztus 19-én, 23-án és 30-án a Maderspach Ferenc százados vezette 1400 fős magyar csapatok háromszor verték itt vissza az 5000 fős szerb túlerő támadását.
1877-ben itt alapították a Vajdaság első múzeumát.
A trianoni békeszerződésig Temes vármegye Fehértemplomi járásának volt a székhelye.

## Népesség

### Demográfiai változások
| 1948 | 1953 | 1961   | 1971   | 1981   | 1991   | 2002   | 2011             |
| ---- | ---- | ------ | ------ | ------ | ------ | ------ | ---------------- |
| 9428 | 9803 | 10 722 | 11 084 | 12 317 | 11 634 | 10 675 | 10 675 fő (2002) |

| Nemzetiség       | Szám | %     |
| Szerbek          | 8222 | 77,02 |
| Csehek           | 511  | 4,78  |
| Jugoszlávok      | 267  | 2,50  |
| Cigányok         | 266  | 2,49  |
| Románok          | 188  | 1,76  |
| Magyarok         | 180  | 1,68  |
| Montenegróiak    | 131  | 1,22  |
| Macedónok        | 64   | 0,59  |
| Horvátok         | 59   | 0,55  |
| Muzulmánok       | 30   | 0,28  |
| Németek          | 29   | 0,27  |
| Szlovákok        | 18   | 0,16  |
| Oroszok          | 14   | 0,13  |
| Szlovének        | 11   | 0,10  |
| Albánok          | 11   | 0,10  |
| Bolgárok         | 8    | 0,07  |
| Bosnyákok        | 4    | 0,03  |
| Ruszinok         | 3    | 0,02  |
| Vlachok          | 3    | 0,02  |
| Ukránok          | 1    | 0,00  |
| Goránok          | 1    | 0,00  |
| Bunyevácok       | 1    | 0,00  |
| Egyéb/Ismeretlen |      |       |

| Nemzetiség           | Szám  |
| Szerbek              | 6 864 |
| Cigányok             | 361   |
| Magyarok             | 169   |
| Románok              | 128   |
| Macedónok            | 59    |
| Montenegróiak        | 56    |
| Horvátok             | 45    |
| Németek              | 45    |
| Jugoszlávok          | 44    |
| Muzulmánok           | 21    |
| Szlovákok            | 14    |
| Oroszok              | 14    |
| Szlovének            | 12    |
| Albánok              | 10    |
| Bosnyákok            | 10    |
| Bolgárok             | 7     |
| Ukránok              | 3     |
| Bunyevácok           | 1     |
| Ruszinok             | 1     |
| Vlachok              | 1     |
| Egyéb (főleg csehek) | 430   |
| Nem nyilatkozott     | 476   |
| Régió                | 180   |
| Ismeretlen           | 129   |

## Híres emberek

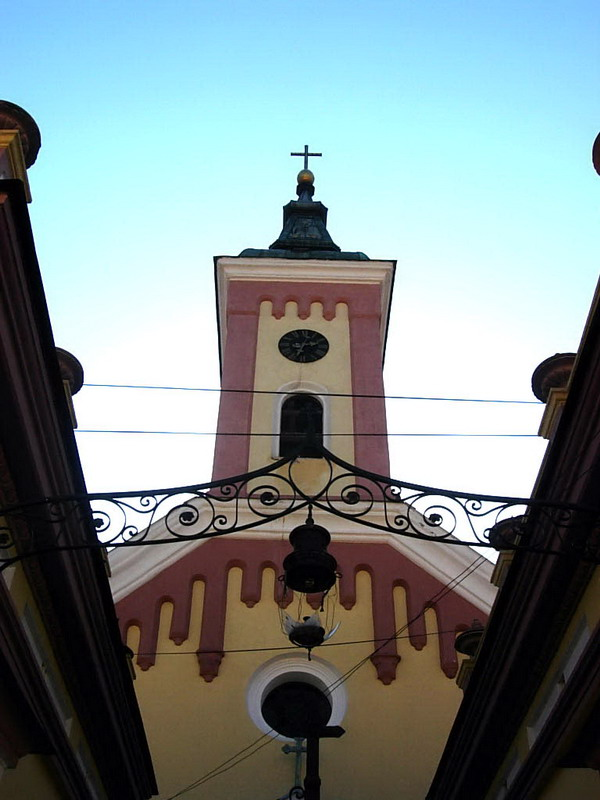
A görögkeleti (román) templom

- Itt született 1866. május 13-án Ottokar Nováček szlovák hegedűművész és zeneszerző.
- Itt született 1876. szeptember 28-án Schmidt József római katolikus pap, egyházi író, politikai elítélt. Börtönben halt meg 1949-ben Nagybecskereken.
- Itt született 1881. október 16-án Bottlik Tibor festőművész, szobrász, grafikus.
- Itt született 1889. március 18-án Mészáros Ede klasszika-filológus, egyetemi tanár.
- Itt született 1895. november 30-án Batizfalvy János nőgyógyász, egyetemi tanár; az orvostudományok kandidátusa.

## Látnivalók
- Római katolikus temploma - 1806-ban épült, 1923-ban felújították